# Postrk (policejní opatření)
Postrk býval policejním opatřením, spočíval v nuceném přemístění nějaké osoby z určitého místa do obce, ve které měl tzv. domovské právo, v případě cizinců šlo už o vyhoštění z území státu. Uplatňován byl především vůči těm, kteří byli v daném místě veřejně nepřijatelní a narušovali veřejný pořádek, nešlo ale o trest, postrk byl veřejnoprávním opatřením.
Postrkem, neboli „šupem“, mohli být odvedeni pouze tuláci a jiné osoby „práce se štítící“, také ti, kteří se nemohli prokázat vlastními příjmy, prostitutky a nakonec propuštění vězni, z jejichž strany hrozilo nějaké nebezpečí. Vůči komukoli jinému nemohl být postrk uplatněn, stejně tak nešlo odvádět postrkem z obce, kde byla daná osoba domovsky příslušná. Prováděn byl dvojí formou, první byl tzv. nucený pas, neboli vázaná „maršruta“, která spočívala pouze ve stanovení povinné trasy a lhůty, ve které se postrkovaný musel přemístit do své domovské obce. Pokud tak neučinil, byl potrestán až osmidenním vězením a poté přišla na řadu druhá forma postrku, nucená doprava v doprovodu policejních strážných. Ti jej doprovázeli až do domovské obce a po cestě si ho navzájem mezi tzv. hnaneckými „štacemi“, tedy svými služebnami, předávali. O postrku rozhodoval tzv. hnanecký úřad, což mohlo být policejní ředitelství či komisařství, okresní hejtmanství nebo magistrát statutárního města, proti jeho nálezu bylo přípustné odvolání, které muselo být podáno na místě a které pak mělo odkladný účinek. Do pravomocného rozhodnutí mohl být hnaný držen ve vazbě. V českých zemích byl postrk zrušen až roku 1950.